# United States Automobile Club
United States Automobile Club, w skrócie USAC – związek zajmujący się organizacją części samochodowych serii wyścigowych rozgrywanych w Stanach Zjednoczonych.
Obecnie organizowane przez USAC imprezy to: Silver Crown Series, Sprint Car Series, oraz Midget National Championship.
Organizację założył w 1955 roku właściciel toru Indianapolis Motor Speedway Tony Hulman, gdy z organizowania wyścigów samochodowych wycofała się American Automobile Association (AAA) (miało to związek z tragicznym wypadkiem podczas 24-godzinnego wyścigu Le Mans).
W latach 1956–1979 USAC było organizacją sankcjonującą m.in. National Championship, najważniejszą serię wyścigów o otwartym nadwoziu. W 1978 roku Dan Gurney wraz z Rogerem Penske, Patem Patrickiem i kilkoma innymi właścicielami zespołów startujących w tej serii stworzyli Championship Auto Racing Teams (CART), organizację mającą bronić praw zespołów i negocjować z władzami USAC zwiększenie wpływu na wizerunek serii (na wzór FOCA w Formule 1). Ich żądania zostały odrzucone w związku z czym w 1979 roku CART stworzyło konkurencyjną serię wyścigową która bardzo szybko zyskała na popularności i dała początek tzw. ery nowożytnej wyścigów na kontynencie północnoamerykańskim, natomiast seria National Championship po sezonie 1979 została zlikwidowana. Pod opieką USAC pozostał jednak wyścig Indianapolis 500 (aż do 1997 roku), którego zwycięzcy w latach 1980-1995 byli ogłaszani mistrzami, a tytuł był określany jako USAC Gold Crown Championship.